# Gaspar de la Peña
Gaspar de la Peña (Susvilla-Madrid, 1676) fue un maestro alarife proveniente de Susvilla, Cantabria, España.

## Obra
En 1656 se le contrató para la reparación de las fachadas sur y oeste de la torre campanario de la Mezquita-catedral de Córdoba por 19.000 ducados. Entre 1659 y 1664 se ocupó de restaurar los lados restantes de la torre por 15.000 ducados. Además, realizó la linterna de la torre donde posteriormente se situaría la estatua del arcángel Rafael, realizada por Pedro de la Paz y Bernabé Gómez del Río.
En 1659 hizo un proyecto de nueva capilla real para la Mezquita-catedral de Córdoba en la capilla de San Clemente o en la capilla de Villaviciosa y más tarde realizó otro proyecto para emplazarla en un ángulo del patio de los Naranjos, aunque ninguno fructificó por la oposición del cabildo catedralicio. A pesar de este inconveniente, fue maestro mayor del templo entre 1659 y 1664.
Además, en unión de varios arquitectos y alarifes, firmó el pliego de condiciones para la obra de la restauración del puente romano de Córdoba.